# Olenecamptus optatus
Olenecamptus optatus es una especie de escarabajo longicornio del género Olenecamptus, subfamilia Lamiinae. Fue descrita científicamente por Pascoe en 1866.
Se distribuye por Indonesia, Malasia y Vietnam. Mide 13-20 milímetros de longitud.